# Rallye du Touquet
Le Rallye du Touquet (ou Rallye Le Touquet - Pas-de-Calais depuis 1998) est une épreuve de rallye automobile sur asphalte créée en 1959 comptant pour le Championnat de France des rallyes. Il se déroule autour du Touquet-Paris-Plage, dans le Pas-de-Calais, et est organisé par le Touquet-Auto Club et l'ASAC du Nord de la France.

## Histoire
Il compte pour le championnat de France des rallyes sans interruption depuis 1993. Le rallye le Touquet - Pas-de-Calais est la seule épreuve de ce championnat se disputant dans le nord de la France.
De nombreux pilotes de renom sont venus ici apprendre la difficulté du terrain. Sébastien Loeb n'a cependant jamais réussi à l'emporter (il avait fait une sortie à bord de la Citroën Xsara Kit-Car, lors de l'édition 2001). Sébastien Ogier, champion du monde des rallyes 2013, a remporté le volant Peugeot au Touquet en 2007.
Ces routes sont typiques au Nord, poussiéreuses ou boueuses selon la météo, le sol est glissant avec beaucoup de changements d’adhérence offrant une grande part d’improvisation aux pilotes. Le rallye possède des routes sinueuses et étroites, mais aussi très rapides propices aux écarts et au spectacle,. Certains gros sauts, particulièrement impressionnants et réservés aux «gros cœurs» se cachent parmi les plus de 190 km de secteurs chronométrés. Les spéciales sont généralement courtes(~13⁄15 km) mais nombreuses. Certaines se déroulent de nuit (le vendredi soir).
Entre 100 000 et 250 000 spectateurs, selon la météo, suivent les concurrents durant les deux à trois jours de course. Les épreuves changent et évoluent chaque année. 
Quelques lieux de passages quasi-incontournables du rallye sont: Clenleu, Bourthes (célèbre pour son gué), Camiers, ou encore Beussent. Sans oublier l'épreuve du front de mer au Touquet-Paris-Plage.
José Barbara, en catégorie nationale, l'a remporté quatre fois et Éric Brunson, en championnat de France, l'a remporté six fois.

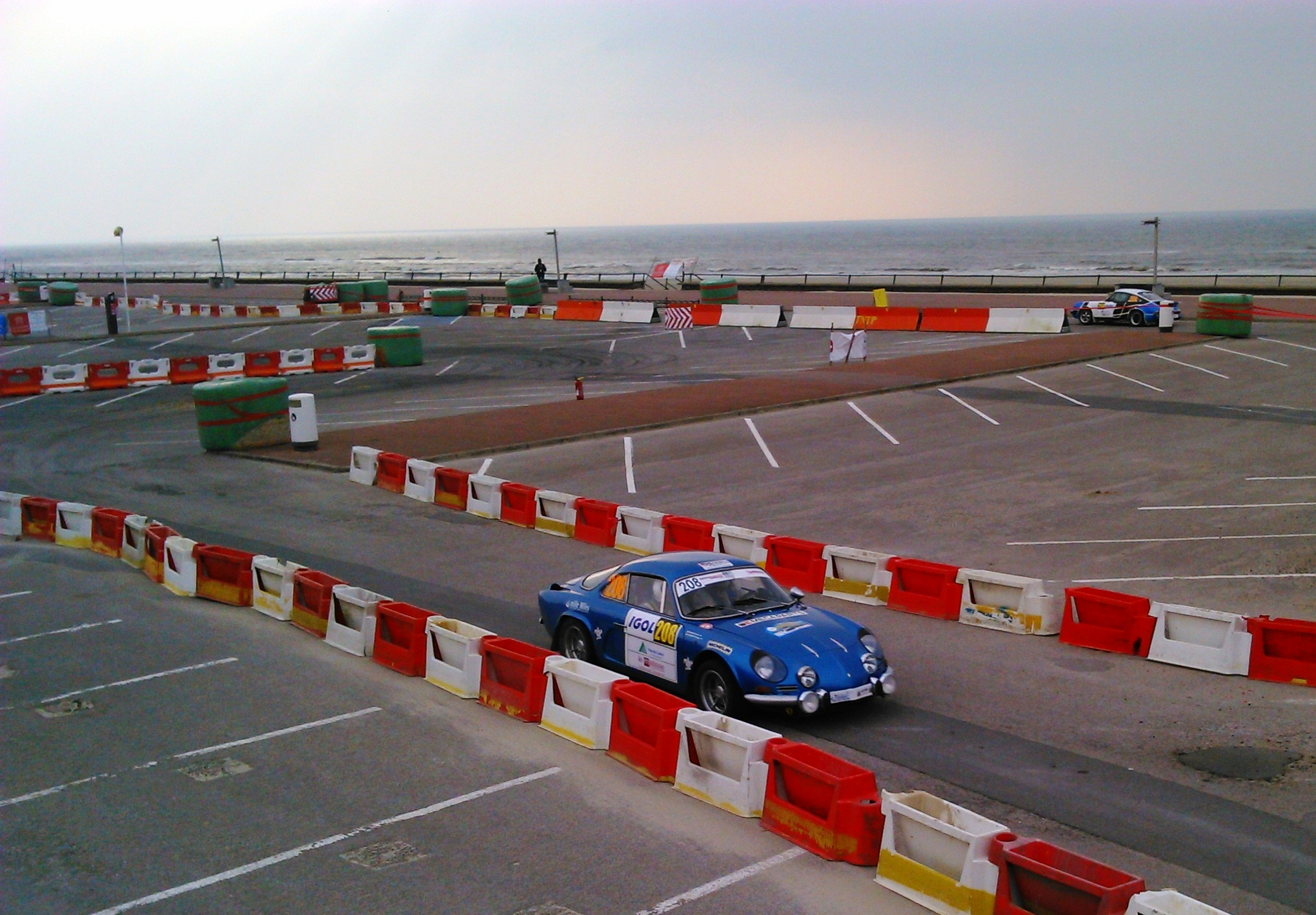
Rallye du Touquet 2015, catégorie VHC, Renault Alpine A 110, Philippe Flament et Didier Renaux, sur l'épreuve du front de mer.

Une version « Historic » (VHC) existe depuis 1998.
À l'occasion du 50e anniversaire du rallye, un livre est édité par « Le Touquet Auto Club » en partenariat avec La Voix du Nord. La rédaction est réalisée par Georges Colin, responsable de communication à la Fédération française du sport automobile, les photographies de l’ouvrage sont sous la responsabilité d’Hugues Laroche.
Le comité d'organisation de l'édition 2021 annonce fin mars que le rallye, qui devait, dans un premier temps, avoir lieu du 18 au 20 mars, puis reporté, dans un second temps, du 8 au 10 avril ; est finalement programmé fin mai, les 28 et 29 mai, en raison du confinement local, décidé par le Premier ministre français Jean Castex le 18 mars, afin d'endiguer la Pandémie de Covid-19 en France.

## Palmarès
Le Rallye du Touquet représente l'une des premières victoires de Bernard Darniche, en 1965 sur Mini Cooper. Mauro Bianchi et Sylvain Garant - catégorie GT en 1965 sur Ferrari 250 GTO - ont aussi inscrit leurs noms au palmarès dans les années 1960.
| Année | Pilote            | Copilote               | Voiture                     |
| ----- | ----------------- | ---------------------- | --------------------------- |
| 2000  | Philippe Bugalski | Jean-Paul Chiaroni     | Citroën Xsara T4            |
| 2001  | Benoît Rousselot  | Gilles Mondésir        | Subaru Impreza WRC          |
| 2002  | Marc Amourette    | Gwénola Marie          | Citroën Saxo S1600          |
| 2003  | Brice Tirabassi   | Jacques-Julien Rénucci | Renault Clio S1600          |
| 2004  | Benoît Rousselot  | Gilles Mondésir        | Peugeot 206 WRC             |
| 2005  | Nicolas Bernardi  | Jean-Marc Fortin       | Peugeot 206 WRC             |
| 2006  | Jean-Marie Cuoq   | Grégory Pain           | Peugeot 307 WRC             |
| 2007  | Jean-Marie Cuoq   | David Marty            | Peugeot 307 WRC             |
| 2008  | Éric Brunson      | Cédric Mondon          | Subaru Impreza WRC          |
| 2009  | Pieter Tsjoen     | Eddy Chevaillier       | Ford Focus RS WRC           |
| 2010  | Pieter Tsjoen     | Eddy Chevaillier       | Ford Focus RS WRC           |
| 2011  | Éric Brunson      | Cédric Mondon          | Subaru Impreza WRC          |
| 2012  | Éric Brunson      | David Heulin           | Subaru Impreza WRC          |
| 2013  | Éric Brunson      | David Heulin           | Subaru Impreza WRC          |
| 2014  | Julien Maurin     | Nicolas Klinger        | Ford Fiesta RS WRC          |
| 2015  | Jean-Marie Cuoq   | Jérôme Degout          | Citroën C4 WRC              |
| 2016  | Éric Brunson      | Cédric Mondon          | Ford Fiesta RS WRC          |
| 2017  | Éric Brunson (6)  | Charlène Gallier       | Ford Fiesta RS WRC          |
| 2018  | Stéphane Lefebvre | Gabin Moreau           | Citroën DS3 WRC             |
| 2019  | Nicolas Ciamin    | Yannick Roche          | Volkswagen Polo GTI R5 (en) |
| 2020  | Yoann Bonato      | Benjamin Boulloud      | Citroën C3 R5 (en)          |
| 2021  | Yoann Bonato      | Benjamin Boulloud      | Citroën C3 Rally2 (en)      |
| 2022  | Nicolas Ciamin    | Yannick Roche          | Hyundai i20 N Rally2 (en)   |
| 2023  | Nicolas Ciamin    | Yannick Roche          | Volkswagen Polo GTI R5      |
| 2024, | Léo Rossel        | Guillaume Mercoiret    | Citroën C3 Rally2           |
| 2025, | Stéphane Lefebvre | Andy Malfoy            | Toyota GR Yaris Rally2 (en) |

## Pour approfondir